# Лейто (округ)
Ле́йто (англ. Latah) — округ в штате Айдахо. Окружным центром является город Москоу.

## История
Первыми поселенцами на территории округа были индейцы не-персе, прибывшие на эти земли примерно в 1200 году. Они пришли тропой Нез-Перс, тянущейся с севера на юг округа и ведущей к водопадам Спокан — торговому центру многих северо-западных племён. Весной, между мартом и маем, не-персе совместно с палусами собирали корни горичника, составлявшие в этот сезон основу их питательного рациона. Летом, с приходом сезона камасии, не-персэ собирали и её корни, кроме того они занимались рыболовством, охотой и сбором гейлюссакии. Индейцы жили на территории округа не круглогодично — на зиму они поселялись вдоль рек Снейк и Клируотер, где климат был мягче. Между индейцами и пришедшими в XIX веке белыми поселенцами не возникало вооружённых конфликтов, хотя во время войны с нез-персэ в 1877 году фермеры и возвели частоколы и укрепления.
Первыми белыми исследователями территории округа были трапперы Северо-Западной компании из фактории, основанной в 1810 году на реке Спокан. За ними пришли торговцы и миссионеры, среди которых был преподобный Генри Сполдинг (en), проповедовавший христианство среди не-персе в 1830-х годах. В 1860 году в соседнем округе Клируотер около города Орофино были обнаружены месторождения золота. Немногим позже месторождения были открыты в горах Худу, северо-восточнее от города Потлетч. В 1870-х годах на территории округа были обнаружены месторождения серебра, слюды и опалов. Наплыв старателей и рудокопов привёл к образованию нескольких небольших поселений, таких как Виола и Вудфелл. С окончанием золотой лихорадки многие старатели занялись скотоводством и фермерством. Виола стала первым земледельческим поселением. Таковыми также стали Дженеси в конце 1860-х годов и Москоу в начале 1870-х. В округе были построены лесопилки, в 1872 году между Москоу и Льюистоном между был проложен первый почтовый маршрут, а в 1885 году к Москоу была подведено ответвление от железной дороги Норзерн Пасифик. Развитие инфраструктуры округа привело к образованию новых городков и способствовало быстрому росту уже существующих поселений, таких как Хаффс-Галч (англ. Huff's Gulch — ущелье Гуффа), ныне Трой.
В 1864 году на территории современного округа Лейто был основан округ «Ла́то» (англ. Lah-Toh) с административным центром в Кер-д’Алене. В 1867 году Лато объединился с округом Нез-Перс. Однако длинный и неудобный путь к административному центру единого округа Льюистону, располагавшемуся на 600 метров ниже, привёл к тому, что 14 мая 1888 года решением конгресса США был образован нынешний округ Лейто, 16-й по счёту в Айдахо и единственный округ штата, созданный по решению конгресса. Название округа происходит от реки Лата-Крик, протекающей на северо-западе округа. Сам же термин «лейто» образован из двух слов на наречии не-персе: «ла-ка» (сосна) и «та-ол» (пестик для растирания корней камассии), сочетание же этих слов означает «место сосен и пестиков». Имя округу выбрал местный комитет, среди членов которого был торговец из города Москоу, будущий сенатор и губернатор Айдахо Уильям Мак-Коннелл.
На протяжении 30 лет, с 1868 по 1898 годы, в округе производилось распределение гомстедов. Благодаря этому округа Лейто и Нез-Перс к 1900 году были самыми населёнными округами штата: население каждого превышало 13 000 человек.

## Население
По состоянию на 2010 год численность населения округа была равна 37 244 человек (2,38 % от населения штата). Процент мужского и женского населения равен соответственно 51,5 % и 48,5 %. В 2000 году численность населения составляла 34 935 человек, таким образом прирост за 10 лет составил 6,6 %. Средняя плотность населения в округе составляет 13,4 человек на квадратный километр. Ниже приводится динамика численности, национальный и расовый состав населения округа на 2010 год.
|  |  |

На 2008 год в округе насчитывалось 15 340 жилищных единиц, на каждую из которых приходилось в среднем 2,4 человека. Индекс стоимости жизни в округе на декабрь 2009 года был ниже, чем средний по стране: 91,2 и 100 соответственно. Распределение населения по возрастным категориям по данным на 2007 год:
- моложе 5 лет: 5,4 %;
- моложе 18 лет: 19,3 %;
- старше 65 лет: 9,7 %.

Средний возраст жителей округа равен 27,9 лет, в то время как средний возраст по штату Айдахо составляет 33,1 года.
Среди жителей округа 9 171 человек являются студентами колледжа. Доля окончивших среднюю школу и получивших степень бакалавра равна 91 % и 41 % соответственно.

### Экономика
Число работоспособных жителей составляло 17 585 (78,7 %). На октябрь 2009 года безработица составила 6,1 % — самый высокий показатель за последние годы. Доля населения, проживающего за чертой бедности, составляет 18,5 %. Средний годовой доход на одно домашнее хозяйство в 2008 году составлял 41 183 $, а на одного человека в 2006 году — 26 980 $. Наиболее распространённые роды занятий среди мужского населения:
- преподавание (30 %);
- земледелие, лесоводство, рыболовство и охота (8 %);
- строительство (8 %);
- предоставление услуг по проживанию, кулинария (6 %);
- высокотехнологичная деятельность (5 %);
- муниципальное управление (4 %);
- розничная торговля пищевыми продуктами и напитками (3 %),

и среди женского населения:
- преподавание (32 %);
- медицинское обслуживание (11 %);
- предоставление услуг по проживанию, кулинария (10 %);
- высокотехнологичная деятельность (5 %);
- социальное обеспечение (4 %);
- финансовое посредничество и страхование (3 %)
- муниципальное управление (3 %).

Большой процент занятых в преподавании объясняется работой в университете Айдахо или университете штата Вашингтон, находящемся в городе Пулмен.

### Политические взгляды
На президентских выборах 2000 и 2004 годов доля проголосовавших за республиканца Джорджа Буша была меньше показателя по всему штату. Так, в 2000 году процент жителей округа, отдавших голоса за Буша, был равен 53,3 % (показатель по штату — 67 %), а за его основного конкурента демократа Альберта Гора — 37,0 % (показатель по штату — 28 %). На выборах 2008 года за демократа Барака Обаму в округе проголосовало 51,32 % населения, тогда как за республиканца Джона Маккейна — 44,59 %. Округ Лейто наряду с Блейном и Титоном стал единственным в штате, в которых Обама обошёл по голосам Маккейна.
В 2006 году округа Лейто и Блейн стали единственными округами штата, в которых большинство жителей (55,05 % и 66,31 % соответственно) проголосовало против внесения в конституцию штата поправок, объявлявших однополые браки вне закона.

### Религиозные взгляды
По данным за 2000 год 31,3 % населения округа исповедовало религию. Ниже приводятся распределение верующих по наиболее многочисленным конфессиям:
- Католичество — 24,9 %;
- Мормонизм — 23,9 %;
- Евангелическо-лютеранская церковь США — 11,2 %;
- Церковь Назарянина — 10,8 %.

## География

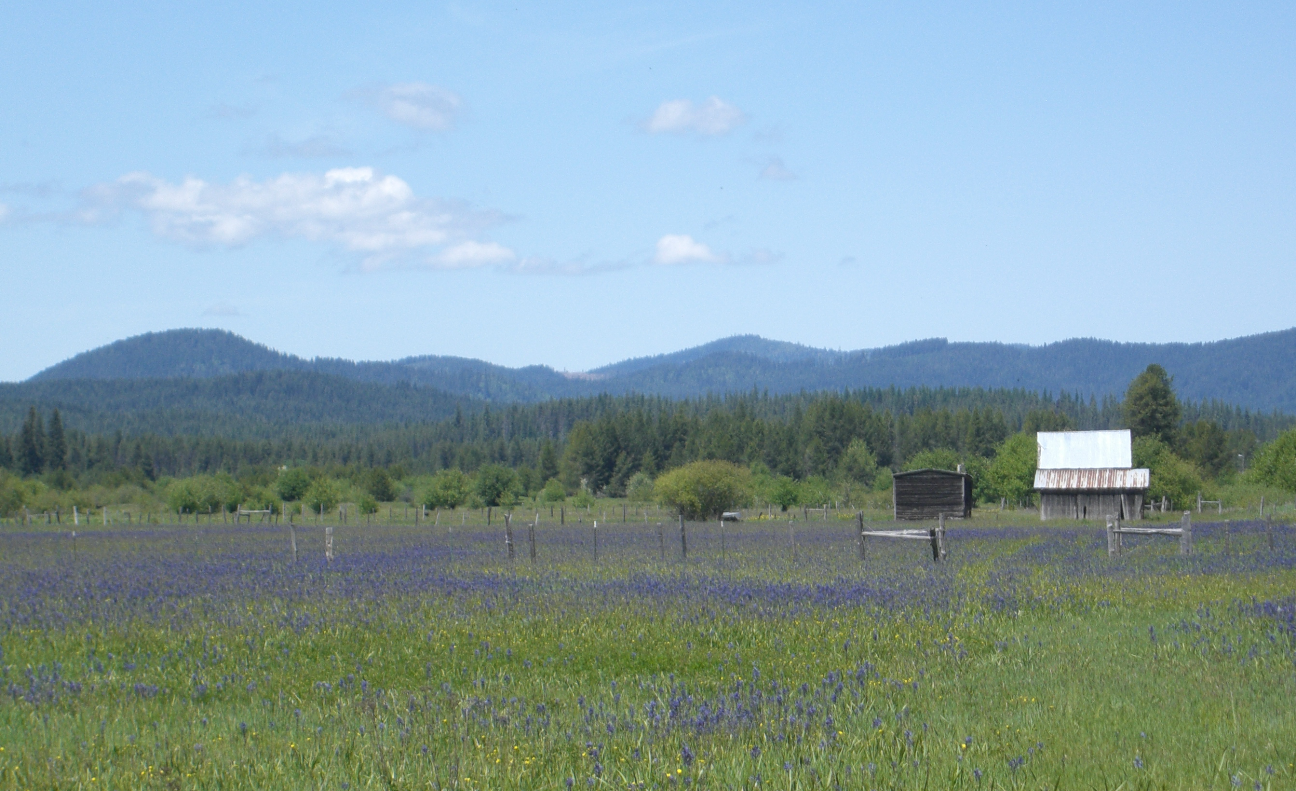
Цветение камасии на поле около Бовилла

Округ Лейто располагается в северной части штата Айдахо, на так называемом «полуострове». На западе он граничит с округом Уитмен, на севере — с Бенева, на юге — с Нез-Перс, на северо-востоке округ имеет короткую границу с округом Шошоне. Площадь округа составляет 2 789 км², из которых 1 км² (0,02 %) занято водой. Высота над уровнем моря варьируется от 228 метров в Кендрике до 1 616 метров в горах на востоке. 55 % территории округа отведено под сельскохозяйственные угодья и лесные хозяйства.
|                        |          | Бенева    | Шошоне |  |
| Уитмен (шт. Вашингтон) | север    | Клируотер |        |  |
| Уитмен (шт. Вашингтон) | Лейто    | Клируотер |        |  |
| Уитмен (шт. Вашингтон) | юг       | Клируотер |        |  |
|                        | Нез-Перс |           |        |  |

### Климат
Климат округа относительно мягкий. Зимой температура держится около или чуть ниже 0 °C. Самым тёплым месяцем является июль — средняя температура составляет приблизительно 29 °C, он также является самым сухим месяцем — среднее значение относительной влажности составляет 20 %, и месяцем с наименьшим числом выпадающих осадков. Самым холодным месяцем является январь со средней температурой −5,5 °C, он же является самым влажным месяцем со средней относительной влажностью 69 % и месяцем с наибольшим числом выпадающих осадков.

### Водоёмы
В округе насчитывается несколько водоёмов:
- озёра: Этуотер, Робинсон
- водохранилища: Мус-Крик, Спринг-Хилл, Спринг-Вэлли, Виллидж-оф-Трой

### Дороги

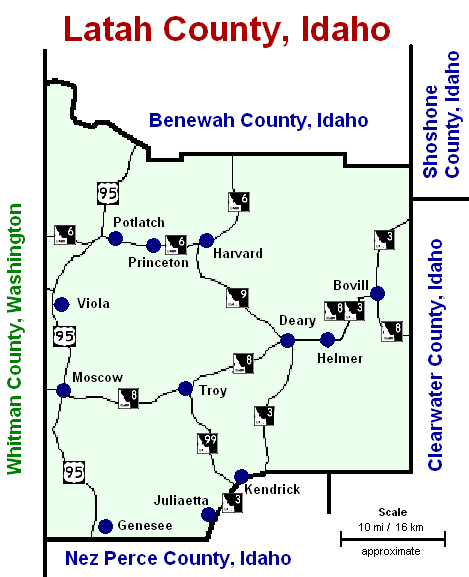
Схема дорог

- — US 95
- — ID-3
- — ID-6
- — ID-8
- — ID-9
- — ID-99

### Города округа
- Бовилл
- Дири
- Дженеси
- Джулиетта
- Кендрик
- Москоу
- Онэвэй
- Потлетч
- Трой

### Достопримечательности и охраняемые природные зоны
- Национальный заказник Сент-Джо

## Комментарии
1. ↑  На английском языке корни горичника назывались «бисквитными» (англ. biscuit root), поскольку его корни перемалывали в ступе и из получившейся смеси на медленном огне готовили тонкие и длинные вафли.[4]